# Державний кордон Есватіні

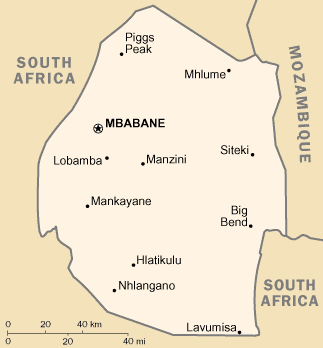
Карта Есватіні

Держа́вний кордо́н Есваті́ні — державний кордон, лінія на поверхні Землі та вертикальна поверхня, що проходить по цій лінії, що визначають межі державного суверенітету Есватіні над власними територією, водами, природними ресурсами в них і повітряним простором над ними.

## Сухопутний кордон
Загальна довжина кордону —  546 км. Свазіленд межує з 2 державами. Уся територія країни суцільна, тобто анклавів чи ексклавів не існує. 
Ділянки державного кордону
| Держава  | Ділянка                | Довжина (км) | Прикордонні регіони | Примітки |
| -------- | ---------------------- | ------------ | ------------------- | -------- |
| Мозамбік | схід                   | 108          |                     |          |
| ПАР      | північ, захід, південь | 438          |                     |          |

Есватіні не має виходу до вод Світового океану.